# Deliceto
Deliceto är en kommun och en ort i provinsen Foggia, i regionen Apulien i Italien. Kommunen har 4 002 invånare (2010) och gränsar till kommunerna Accadia, Castelluccio dei Sauri, Sant'Agata di Puglia, Bovino, Candela och Castelluccio dei Sauri. Orten Deliecto är belägen 620 meter[källa behövs] över havet i Sub Appennino dauno och ligger 163 km öster om Neapel och 145 km nordväst om Bari. Kommunens lägsta punkt är 207 meter över havet och högsta punkten är 951 meter över havet.
Orten har en medeltida borg som byggdes av normander cirka år 1150. Borgen har ett högt och massivt kvadratiskt torn, samt två runda torn på baksidan.
Ekonomin är främst baserad på jordbruk och fåruppfödning.[källa behövs]

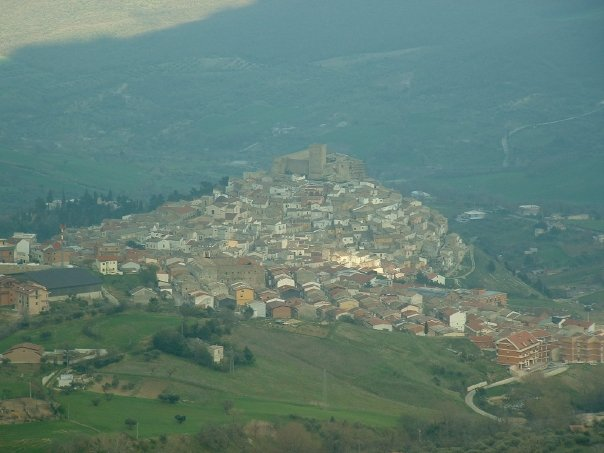
Utsikt
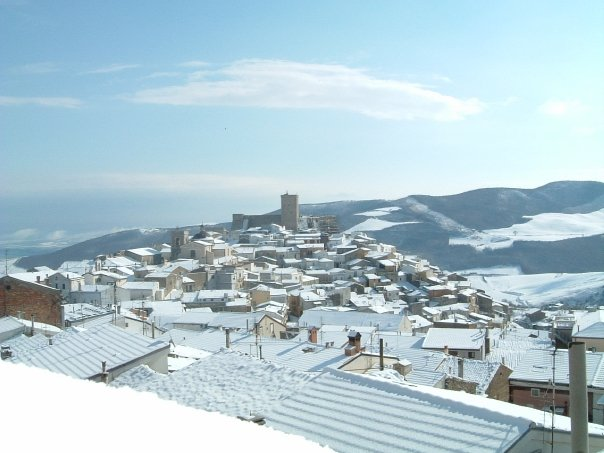
Utsikt
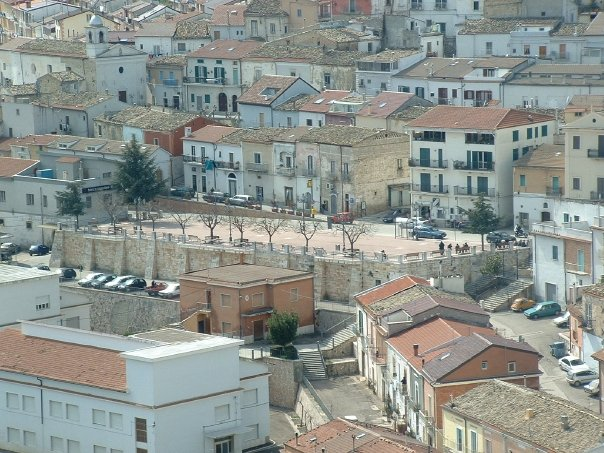
Piazzale Belvedere
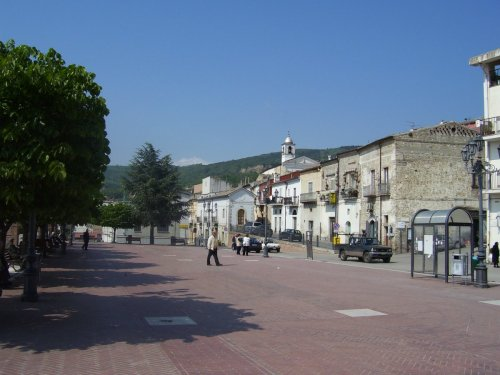
Piazzale Belvedere